# Surducu Mic

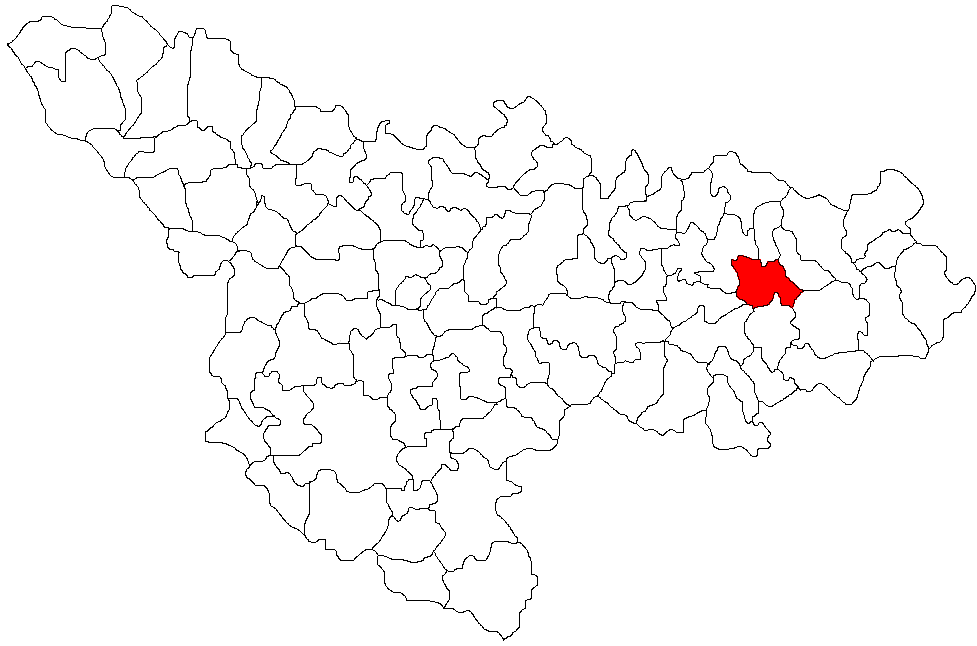
Lage der Gemeinde Traian Vuia im Kreis Timiș

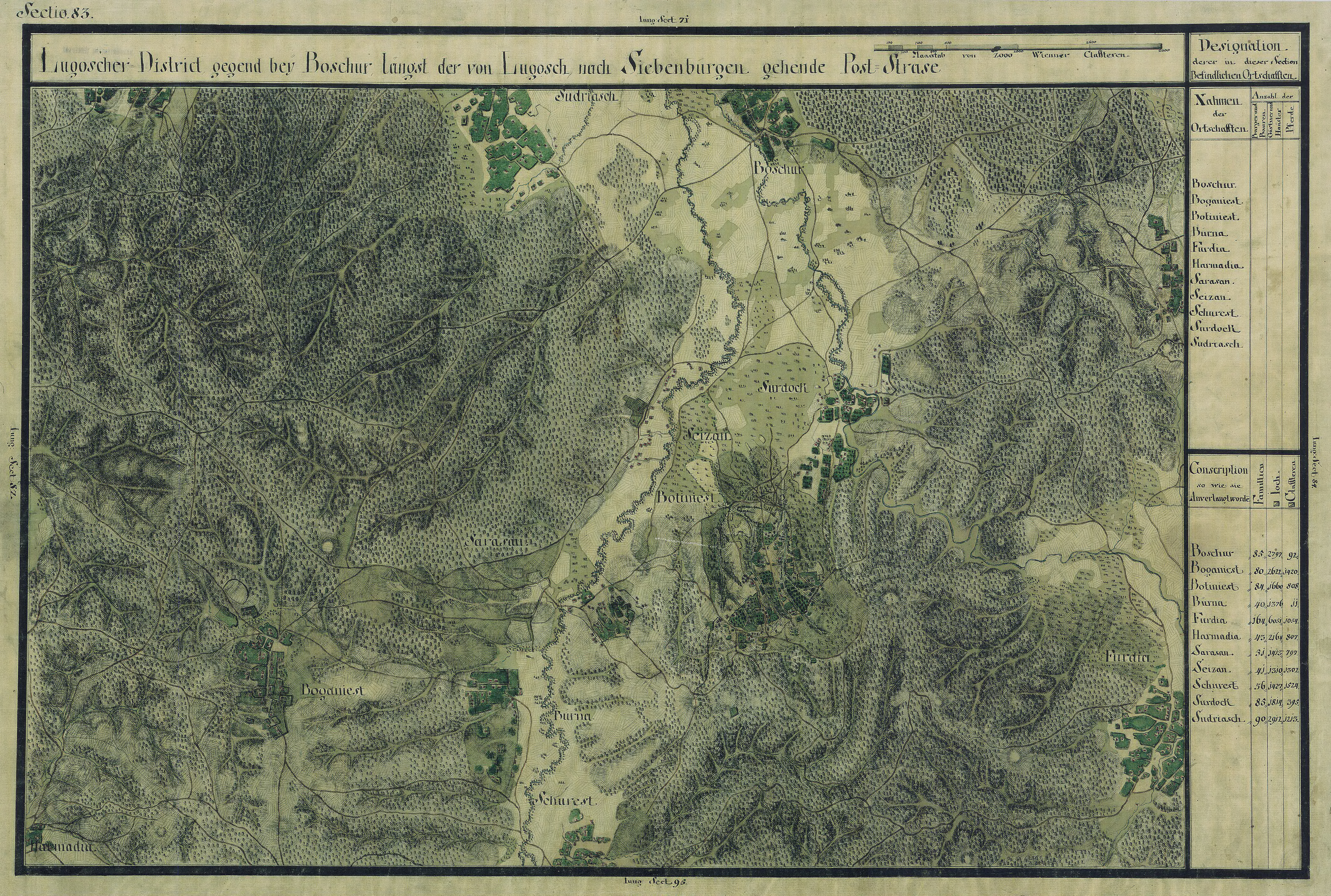
Surducu Mic auf der Josephinischen Landaufnahme

Surducu Mic (deutsch Kleinsurdock, ungarisch Kisszurdok) ist ein Dorf im Kreis Timiș, in der Region Banat, im Südwesten Rumäniens. Surducu Mic gehört zur Gemeinde Traian Vuia.

## Geografische Lage
Surducu Mic liegt im Osten des Kreises Timiș, in 78 km Entfernung von Timișoara, an der Kreisstraße (Drum județean) DJ681A Traian Vuia - Fârdea.

## Nachbarorte
| Sudriaș  | Traian Vuia                                 | Bucovăț     |
| Săceni   | Kompassrose, die auf Nachbargemeinden zeigt | Mâtnicu Mic |
| Sărăzani | Botinești                                   | Fârdea      |

## Geschichte
Eine erste urkundliche Erwähnung stammt aus dem Jahr 1511, als die Ortschaft unter der Bezeichnung Zwrdok in den Zeitdokumenten in Erscheinung tritt. In den Schriften des Gelehrten Luigi Ferdinando Marsigli wird das Dorf unter dem Namen Sordok erwähnt.
Auf der Josephinischen Landaufnahme von 1717 ist Surdock eingetragen. Nach dem Frieden von Passarowitz (1718) war die Ortschaft Teil der Habsburger Krondomäne Temescher Banat. Infolge des Österreichisch-Ungarischen Ausgleichs (1867) wurde das Banat dem Königreich Ungarn innerhalb der Doppelmonarchie Österreich-Ungarn angegliedert.
1872 erblickte der rumänische Luftfahrtpionier Traian Vuia in Surducu Mic das Licht der Welt.
Der Vertrag von Trianon am 4. Juni 1920 hatte die Dreiteilung des Banats zur Folge, wodurch Surducu Mic an das Königreich Rumänien fiel.
In vier km Entfernung von Surducu Mic befindet sich der Stausee Surduc, der größte See des Kreises Timiș, der die Trinkwasserversorgung von Timișoara und Umgebung gewährleistet. Der See wurde 1972 angelegt und ist ein wichtiges touristisches Ziel in der Region. Hier findet jährlich das „Festivalul AeroNautic Show“ statt.

## Bevölkerungsentwicklung
| 1880 | 683 | 675 | - | - | 8 |
| 1910 | 791 | 783 | 1 | 5 | 2 |
| 1930 | 682 | 679 | 1 | 1 | 1 |
| 1977 | 562 | 557 | 1 | - | 4 |
| 2002 | 369 | 365 | 1 | - | 3 |

## Persönlichkeiten
- Traian Vuia (1872–1950), rumänischer Luftfahrtpionier